# Kohlenstübich
Der Kohlenstübich war ein österreichisches Volumen- und Kohlenmaß.
Das Maß ersetzt den Kohlensack, als „Schwarzer Sack“ bezeichnet, und wurde ab 1. Dezember 1570 als gesetzliches Maß eingeführt. Es sollte vorrangig für Holzkohle dienen, wurde gehäuft verwendet, also mit einem Gupf versehen.
- 1 Kohlenstübich = 2 Metzen = 1 Some = 2 Mine = 3 Pinte = 1 Coppi = 6 Star = 6729,1776 Wiener Kubikzoll

Alle zwei Jahre war die Überprüfung dieses Maßes Pflicht, wobei auf das sogenannte Meisterzeichen geachtet wurde.